# Заборье (Нижнеентальский сельсовет)
Заборье — деревня в Кичменгско-Городецком районе Вологодской области.
Входит в состав Енангского сельского поселения, с точки зрения административно-территориального деления — в Нижнеентальский сельсовет.
Расстояние до районного центра Кичменгского Городка по автодороге составляет 67 км, до центра муниципального образования Нижнего Енангска по прямой — 15 км. Ближайшие населённые пункты — Огрызково, Титовщина, Матино, Кекур, Мякинная, Подол, Мондур.
Население по данным переписи 2002 года — 20 человек (8 мужчин, 12 женщин). Всё население — русские.